# ブローイン・ザ・ブルース・アウェイ
『ブローイン・ザ・ブルース・アウェイ』（Blowin' the Blues Away）は、アメリカ合衆国のジャズ・ピアニスト、ホレス・シルヴァーが1959年に録音・発表したスタジオ・アルバム。

## 背景
前スタジオ・アルバム『フィンガー・ポッピン』（1959年）と同じラインナップで録音され、9月13日録音の「セント・ヴィタス・ダンス」と「メランコリー・ブルース」のみ、トリオ編成で演奏された。なお、「メランコリー・ブルース」はアルバム『ファーザー・エクスプロレイションズ』で発表された曲の再録音で、シルヴァーは、ギル・コギンスがシルヴァーの自宅でこの曲を演奏した際「新しいボイシングが試みられていたから、私もこの曲を再解釈してみようと触発された」と語っている。
1987年再発CDにボーナス・トラックとして追加された「How Did It Happen」は、1959年8月30日のセッションで録音された曲で、1979年発売のコンピレーション・アルバム『Sterling Silver』にも収録されていた。

## 評価・影響
スティーヴ・ヒューイはオールミュージックにおいて5点満点中4.5点を付け「『ソング・フォー・マイ・ファーザー』や『ホレス・シルヴァー&ザ・ジャズ・メッセンジャーズ』に及ばないとはいえ、このピアニストによるオリジナル曲集としては最高傑作の一つ」「温かくて輝くようなバラード"Peace"、ゴスペルに基づくコール・アンド・レスポンスを押し出した"Sister Sadie"の2曲は、頻繁にカヴァーされるスタンダード・ナンバーとなり、猛烈なタイトル曲も、それらの曲に後れを取っていない」と評している。ノラ・ジョーンズは、本作収録曲「ピース」をデビュー前のEP「First Sessions」（2001年）でカヴァーし、2016年のアルバム『デイ・ブレイクス』でも再度取り上げている。

## 収録曲
特記なき楽曲はホレス・シルヴァー作。
1. ブローイン・ザ・ブルース・アウェイ - "Blowin' the Blues Away" - 4:45
2. セント・ヴィタス・ダンス - "The St. Vitus Dance" - 4:09
3. ブレイク・シティ - "Break City" - 4:57
4. ピース - "Peace" - 6:03
5. シスター・セイディ - "Sister Sadie" - 6:19
6. ザ・バグダッド・ブルース - "The Baghdad Blues" - 4:53
7. メランコリー・ムード - "Melancholy Mood" - 7:09

### 1987年再発CD (CDP 7 46526 2)ボーナス・トラック
1. "How Did It Happen" (Don Newey) - 4:40

## 参加ミュージシャン
- ホレス・シルヴァー - ピアノ
- ブルー・ミッチェル - トランペット(#2, #7を除く全曲)
- ジュニア・クック - テナー・サクソフォーン(#2, #7を除く全曲)
- ジーン・テイラー - ベース
- ルイス・ヘイズ - ドラムス